# Ivor McIntyre
Ivor McIntyre, né le 6 octobre 1899 à Herne Bay en Angleterre et mort le 12 mars 1928 à Adélaïde en Australie, est un pilote de la Royal Australian Air Force (RAAF). Il acquiert une reconnaissance nationale en 1924 lorsqu'il devient, avec le wing commander Stanley Goble, le premier homme à faire le tour de l'Australie par voie aérienne. Deux ans plus tard, sous le commandement du group captain Richard Williams, McIntyre pilote le premier vol international effectué par un avion et un équipage de la RAAF ; cet exploit lui vaut la première Air Force Cross décernée à un membre de la RAAF. Né et élevé en Angleterre, McIntyre sert dans le Royal Naval Air Service et la Royal Air Force pendant la Première Guerre mondiale avant de rejoindre la RAAF. Il quitte l'Air Force en 1927 pour devenir instructeur auprès de la branche sud-australienne de l'Australian Aero Club, et meurt à la suite d'un accident d'avion l'année suivante.

## Biographie

### Jeunesse
Ivor Ewing McIntyre naît le 6 octobre 1899 dans le Kent, en Angleterre. Il est le fils du capitaine Duncan McIntyre ,. Il rejoint le Royal Naval Air Service (RNAS) en 1917 et participe à la Première Guerre mondiale en tant que sous-lieutenant de vol . McIntyre est transféré à la Royal Air Force (RAF) lors de sa création en tant que service indépendant en 1918, et est lieutenant lorsqu'il se voit décerner l'Air Force Cross lors des honneurs du Nouvel An 1919. Le 12 décembre 1919 il est promu Flying officer.
Ivor McIntyre rejoint la Force aérienne royale australienne (RAAF) en 1923. En novembre de la même année, il effectue un vol de reconnaissance entre Melbourne et Sydney, puis une mission similaire entre Melbourne et Hobart en février 1924. En juillet 1925, Ivor McIntyre est chargé par le Chef d'état-major de la Force aérienne d'intercepter une escadre de l'United States Pacific Fleet qui s'approche de Melbourne pour une visite de pavillon ; il y parvient malgré le mauvais temps et non sans avoir, selon l'histoire officielle de la RAAF de l'entre-deux-guerres, « une énorme part de chance, sans parler du risque ».

### Vols pionniers

#### Circumnavigation de l'Australie

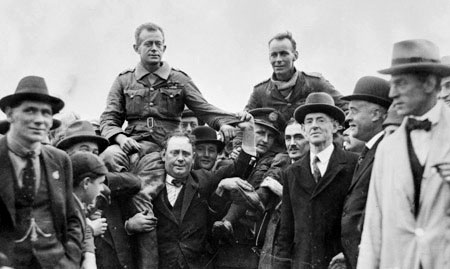
Ivor McIntyre (à droite) et Stanley Goble (à gauche) portés par la foule sur la plage de St Kilda après leur vol autour de l'Australie en 1924.

En 1924, Ivor McIntyre et le wing commander (plus tard Air vice-marshal) Stanley Goble, un autre vétéran de la RNAS, deviennent les premiers hommes à faire la circumnavigation de l'Australie par voie aérienne. Ivor McIntyre est le pilote principal tandis que Stanley Goble, qui est Chief of the Air Staff à l'époque, agit en tant que commandant et navigateur. Les deux hommes décollent de Point Cook, dans l'État de Victoria, le 6 avril 1924, à bord d'un hydravion à flotteurs monomoteur Fairey IIID. Ils volent dans le sens inverse des aiguilles d'une montre le long de la côte orientale jusqu'à l'Île Thursday, dans le Queensland, puis traversent le golfe de Carpentarie jusqu'à Darwin, dans le Territoire du Nord, et continuent le long des côtes de l'Australie occidentale et de l'Australie méridionale. En chemin, ils doivent faire face à des conditions météorologiques défavorables, à la fatigue et à la maladie, ainsi qu'à des problèmes de moteur et à des fuites de carburant,.
Ils rentrent à Victoria après avoir parcouru 13 600 km en 44 jours. Alors qu'ils survolent Point Cook, 12 avions de la RAAF décollent pour les escorter jusqu'à leur lieu d'atterrissage sur la plage de St Kilda, où une foule de 10 000 personnes les attend pour les accueillir. Le Premier ministre Stanley Bruce qualifie le voyage de « l'une des plus belles réalisations de l'histoire de l'aviation » ; son gouvernement remet à Ivor McIntyre un cadeau de 250 livres sterling, tandis que le commandant de la mission, Stanley Goble, reçoit 500 livres sterling. Le British Royal Aero Club décerne au duo le Britannia Trophy annuel, et ils sont nommés Commandeurs de l'Ordre de l'Empire britannique (CBE) dans le cadre des honneurs rendus à l'occasion de l'anniversaire du roi,. Ivor McIntyre reçoit également l'Oswald Watt Gold Medal (en) de 1924 et est promu flight lieutenant à compter du 31 mars de la même année.

#### Vol vers les îles du Pacifique

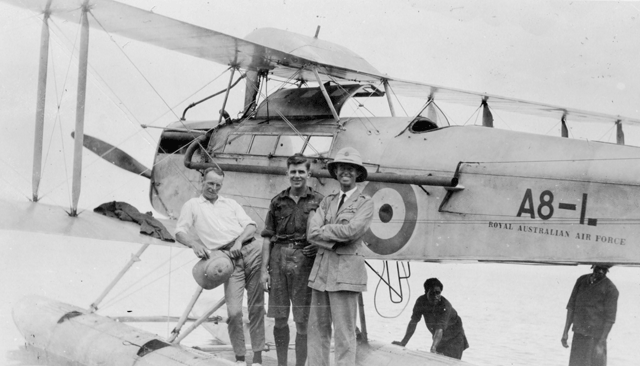
McIntyre (à gauche), Les Trist (au centre) et Richard Williams (à droite) lors de leur vol vers les îles du Pacifique en 1926.

En 1926, Ivor McIntyre est sélectionné comme pilote principal d'un autre vol pionnier australien sous le commandement du Chief of the Air Staff de l'époque, le Group captain (plus tard Air marshal) Sir Richard Williams, afin d'étudier la région du Pacifique Sud en tant que théâtre d'opérations potentiel. En compagnie du Flight sergeant Les Trist, ils décollent de Point Cook le 26 septembre 1926 et effectuent un voyage aller-retour de 16 000 km (10 000 miles) vers les îles Salomon à bord d'un hydravion de Havilland DH.50A. Le fuselage du DH.50 porte les mots « Royal Australian Air Force », le premier avion à le faire. Comme le tour de l'Australie en 1924, ce vol n'est sans difficultés. À l'approche de Southport, dans le Queensland, le 29 septembre, le DH.50 perd de la puissance et doit se poser dans l'océan. Après avoir effectué des réparations, Ivor McIntyre est éjecté à deux reprises de l'avion alors qu'il roule vers la plage dans de fortes vagues. L'expédition revient le 7 décembre, escortée par 12 avions de la RAAF et une garde d'honneur de 300 hommes.
Bien que décrit par la suite comme étant en partie une « question de prestige » en raison de rumeurs selon lesquelles d'autres pays prévoyaient un tel voyage, ainsi qu'une « réaction » de Williams à l'expédition de 1924 menée par Goble, le rival de Williams à l'époque pour la direction de la jeune Air Force, il s'agit du premier vol international entrepris par un avion et un équipage de la RAAF. Ivor McIntyre reçoit une deuxième Oswald Watt Gold Medal et une barrette à son AFC pour son rôle dans le vol ; c'était la première fois que l'AFC était décernée à un membre de la RAAF. Trist a reçu l'Air Force Medal (en) et Williams a été nommé CBE.

### Fin de vie et mort
Ivor McIntyre quitte la RAAF en novembre 1927 pour devenir instructeur de vol pour la nouvelle section sud-australienne de l'Australian Aero Club. Il meurt dans un hôpital d'Adélaïde le 12 mars 1928 des suites de blessures reçues la veille, lorsqu'il s'est écrasé sur l'avion d'entraînement Moth du club lors d'une démonstration de voltige à l'aéroport Parafield,.

## Postérité
Goble a dit de lui :
« That he did sterling work with our air force is well known, but it is doubtful whether the majority of the people in Australia have a true appreciation of the greatness of this man and the magnitude and difficulties of many of the tasks he performed. »
« Tout le monde sait qu'il a accompli un travail remarquable au sein de notre armée de l'air, mais il n'est pas certain que la majorité des Australiens apprécient à leur juste valeur la grandeur de cet homme, ainsi que l'ampleur et la difficulté de bon nombre des tâches qu'il a accomplies. »
En 1994, McIntye et Goble ont été honorés par l'émission d'un timbre-poste par l'Australia Post, faisant partie d'une série représentant des aviateurs australiens, dont Freda Thompson, Lawrence Hargrave, Sir Keith Macpherson Smith et Sir Ross Macpherson Smith.